# クシシュトフ・カミンスキー
クシシュトフ・カミンスキー（Krzysztof Kamiński, 1990年11月26日 - ）は、ポーランド出身のサッカー選手。ポジションはゴールキーパー。日本での登録名はカミンスキー。
実兄はサッカー選手のラドスラフ・カミンスキー（元藤枝MYFC所属）。

## 来歴
11歳の時にサッカーを始め、KSウォミャンキの下部組織を経て、2008年にトップチームに昇格した。ナレフ・オストロウェンカやMKPポゴン・シェドルツェやヴィスワ・プウォツクを経て、2012年にルフ・ホジューフへ移籍。2013年4月9日に行われたポーランド・カップのレギア・ワルシャワ戦でデビューをすると、3シーズンの間にリーグ戦35試合を含む公式戦45試合に出場した。また、U-20・U-21ポーランド代表への選出歴を持つ。
2015年1月8日にJリーグ・ジュビロ磐田への移籍が日本国外のニュースサイトで報じられ、1月10日にジュビロ磐田公式サイトで正式に発表された。
同年3月8日、先発デビューとなった開幕戦のギラヴァンツ北九州戦で駐日ポーランド大使のツィリル・コザチェフスキから花束贈呈が行われた。
2015年シーズンは、体調不良で欠場した1試合以外すべての試合に出場し、磐田の新守護神となった。試合でも上位の大宮アルディージャとの大事な試合でPKストップを含むビッグセーブを連発。11月1日に行われた東京ヴェルディ1969戦では、前半にDF森下俊がハンドで退場し、PKを与えられた場面でPKをストップ。その後、得点を奪いチームは10人で勝利した。ジュビロの3年ぶりのJ1復帰に大きく貢献した。
2016年シーズンは、5月11日のトレーニングで鼠径部痛を発し、試合に出れなかった事もあり、シーズン20試合の出場となった。
2017年シーズンは33試合に出場し、16年ぶりのリーグ最少失点を更新。また、キャプテンの大井健太郎が不在の際は、ゲームキャプテンを務めた。この年、自身初のJリーグ優秀選手賞を受賞した。
2018年シーズンは、怪我で欠場した名古屋戦 と神戸戦以外のリーグ戦32試合にフル出場し、J1参入プレーオフでもゴールマウスを守った
2019年4月6日に行われた湘南ベルマーレ戦では、GKも上がって同点を狙いにきた湘南のフリーキックをキャッチして前線のロドリゲスへスローインでパスし、ロドリゲスが無人のゴールへ流し込んだ。Jリーグでは、過去16度のGKのアシストがあるが、その全てがロングキックからで、手でアシストしたのはカミンスキーが初となった。6月15日に行われたガンバ大阪戦でJ1通算100試合出場を達成した。同年は開幕戦から第26節までスタメンでフル出場を果たすも、チームの勝利に貢献出来ず、第27節からフェルナンド・フベロ監督がベテランの八田直樹をスタメンに抜擢した事でその試合以降出場する事はなかった。シーズン終了後に5年間在籍した磐田を退団する事が発表された。
2020年2月、古巣のヴィスワ・プウォツクへの復帰を発表した。

## エピソード
- 2015年シーズンからジュビロでチームメイトとなった松井大輔とは、2013年7月26日に行われたルフ・ホジューフ対レヒア・グダニスクで対戦している[19]。
- 2015年7月31日に実兄であるラドスラフ・カミンスキーがジュビロと同じ静岡にある藤枝MYFCへ移籍した。移籍理由に「弟のところにも近いことが決める上での理由になった」と話している[20]。
- 2015年のジュビロ磐田のシーズンソング「君の風になって」（USAGI）のミュージック・ビデオに出演している。
- 2015年9月20日にヤマハスタジアムで行われた愛媛FC戦では、「カミックの日」と名づけられ、先着1万人にカミンスキー着用のグローブをかたどった、紙製のグローブが配布された[21]。試合結果は、スコアレスドロー。
- ジュビロサポーターからは、毎試合神セーブを連発する事から「神ンスキー」や「神ック」（カミックの愛称から）などとも呼ばれている[22]。
- 2017年からチームメイトとなった元日本代表でFKの名手である中村俊輔が、元ブラジル代表のジーダと共に印象に残っているGKとしてカミンスキーの名前を挙げている。中村は「磐田に来た当初のFKで、ファーに蹴った時、カミックにも（ジーダと）同じように止められた。悔しいけど、後で本人に『あれ読んでたの？』って訊ねたら、『いや蹴ってから動いた』って。それを聞いて、なおさらショックだった」と話している[23]。
- 2018年8月11日に行われたヴィッセル神戸戦で、アンドレス・イニエスタにJリーグ初ゴールを決められた。そのゴールがポーランドメディアの「PRZEGLAD SPORTOWY」で取り上げられ、母国でネガティブな形で注目を受ける結果となった[24]。

## 個人成績
| 国内大会個人成績 | 国内大会個人成績         | 国内大会個人成績 | 国内大会個人成績 | 国内大会個人成績                                         | 国内大会個人成績 | 国内大会個人成績 | 国内大会個人成績 | 国内大会個人成績 | 国内大会個人成績 | 国内大会個人成績 | 国内大会個人成績 |
| 年度             | クラブ                   | 背番号           | リーグ           | リーグ戦                                                 | リーグ戦         | リーグ杯         | リーグ杯         | オープン杯       | オープン杯       | 期間通算         | 期間通算         |
| 年度             | クラブ                   | 背番号           | リーグ           | 出場                                                     | 得点             | 出場             | 得点             | 出場             | 得点             | 出場             | 得点             |
| ポーランド       | ポーランド               | ポーランド       | ポーランド       | リーグ戦                                                 | リーグ戦         | リーグ杯         | リーグ杯         | オープン杯       | オープン杯       | 期間通算         | 期間通算         |
| ---------------- | ------------------------ | ---------------- | ---------------- | -------------------------------------------------------- | ---------------- | ---------------- | ---------------- | ---------------- | ---------------- | ---------------- | ---------------- |
| 2008-09          | ウォミャンキ             |                  |                  | 3                                                        | 0                | -                | -                | -                | -                | 3                | 0                |
| 2009-10          | ナレフ・オストロウェンカ |                  | IIIリガ          | 6                                                        | 0                | -                | -                | -                | -                | 6                | 0                |
| 2009-10          | ポゴン・シェドルツェ     |                  | IIIリガ          | 12                                                       | 0                | -                | -                | -                | -                | 12               | 0                |
| 2010-11          | ヴィスワ・プウォツク     |                  | IIリガ           | 30                                                       | 0                | -                | -                | 1                | 0                | 31               | 0                |
| 2011-12          | ヴィスワ・プウォツク     |                  | Iリガ            | 28                                                       | 0                | -                | -                | 1                | 0                | 29               | 0                |
| 2012-13          | ルフ・ホジューフ         |                  | EKS              | 6                                                        | 0                | -                | -                | 2                | 0                | 8                | 0                |
| 2013-14          | ルフ・ホジューフ         | 12               | EKS              | 10                                                       | 0                | -                | -                | 1                | 0                | 11               | 0                |
| 2014-15          | ルフ・ホジューフ         | 21               | EKS              | 19                                                       | 0                | -                | -                | 1                | 0                | 20               | 0                |
| 日本             | 日本                     | 日本             | 日本             | リーグ戦                                                 | リーグ戦         | リーグ杯         | リーグ杯         | 天皇杯           | 天皇杯           | 期間通算         | 期間通算         |
| 2015             | 磐田                     | 21               | J2               | 41                                                       | 0                | -                | -                | 0                | 0                | 41               | 0                |
| 2016             | 磐田                     | 21               | J1               | 20                                                       | 0                | 0                | 0                | 0                | 0                | 20               | 0                |
| 2017             | 磐田                     | 21               | J1               | 33                                                       | 0                | 0                | 0                | 0                | 0                | 33               | 0                |
| 2018             | 磐田                     | 21               | J1               | 32                                                       | 0                | 1                | 0                | 0                | 0                | 33               | 0                |
| 2019             | 磐田                     | 21               | J1               | 26                                                       | 0                | 0                | 0                | 0                | 0                | 26               | 0                |
| ポーランド       | ポーランド               | ポーランド       | ポーランド       | リーグ戦                                                 | リーグ戦         | リーグ杯         | リーグ杯         | オープン杯       | オープン杯       | 期間通算         | 期間通算         |
| 2019-20          | ヴィスワ・プウォツク     | 1                | EKS              | 9                                                        | 0                | -                | -                | 0                | 0                | 9                | 0                |
| 2020-21          | ヴィスワ・プウォツク     | 1                | EKS              | 29                                                       | 0                | -                | -                | 2                | 0                | 31               | 0                |
| 2021-22          | ヴィスワ・プウォツク     | 1                | EKS              | 29                                                       | 0                | -                | -                | 0                | 0                | 29               | 0                |
| 2022-23          | ヴィスワ・プウォツク     | 1                | EKS              | 20                                                       | 0                | -                | -                | 1                | 0                | 21               | 0                |
| 2023-24          | ヴィスワ・プウォツク     | 1                | Iリガ            | 4                                                        | 0                | -                | -                | 1                | 0                | 5                | 0                |
| 2023-24          | ルフ・ホジューフ         | 31               | EKS              | 8                                                        | 0                | -                | -                | 0                | 0                | 8                | 0                |
| 2023-24          | ヴィスワ・プウォツク     | 1                | Iリガ            | 7                                                        | 0                | -                | -                | 0                | 0                | 7                | 0                |
| 2024-25          | ポゴニ・シュチェチン     | 31               | EKS              |                                                          |                  | -                | -                |                  |                  |                  |                  |
| 通算             | ポーランド               | ポーランド       | EKS              | 130                                                      | 0                | -                | -                | 7                | 0                | 137              | 0                |
| 通算             | ポーランド               | ポーランド       | Iリガ            | 40                                                       | 0                | -                | -                | 2                | 0                | 42               | 0                |
| 通算             | ポーランド               | ポーランド       | IIリガ           | 30                                                       | 0                | -                | -                | 1                | 0                | 31               | 0                |
| 通算             | ポーランド               | ポーランド       | IIIリガ          | 18\|\|\|0\|\|colspan="2"\|-\|\|colspan="2"\|-\|\|18\|\|0 |                  |                  |                  |                  |                  |                  |                  |
| 通算             | ポーランド               | ポーランド       |                  | 3\|\|\|0\|\|colspan="2"\|-\|\|colspan="2"\|-\|\|3\|\|0   |                  |                  |                  |                  |                  |                  |                  |
| 通算             | 日本                     | 日本             | J1               | 111                                                      | 0                | 1                | 0                | 0                | 0                | 112              | 0                |
| 通算             | 日本                     | 日本             | J2               | 41                                                       | 0                | -                | -                | 0                | 0                | 41               | 0                |
| 総通算           | 総通算                   | 総通算           | 総通算           | 373                                                      | 0                | 1                | 0                | 10               | 0                | 384              | 0                |

その他の公式戦
- 2018年
  - J1参入プレーオフ 1試合0得点
- Jリーグ初出場 - 2015年3月8日 J2第1節 ギラヴァンツ北九州戦（ヤマハスタジアム）

## タイトル

### 個人
- Jリーグ・優秀選手賞：1回（2017年）

## 代表歴
- U-20ポーランド代表
- U-21ポーランド代表